# Malacorhinus undecimpunctatus
Malacorhinus undecimpunctatus es una especie de insecto coleóptero de la familia Chrysomelidae.
Fue descrita científicamente en 1889 por Jacoby.